# Maria Beatrix van Savoye (1943)

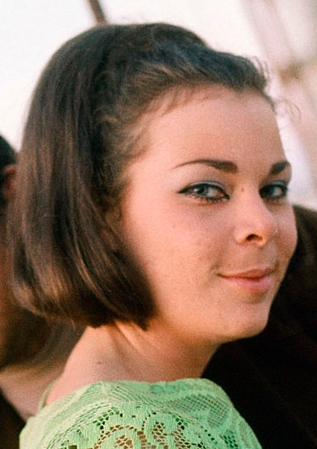
Maria Beatrix van Savoye, in 1967

Maria Beatrix Helena Margherita Ludovica Catherina Ramona van Savoye (Rome, 2 februari 1943) is een Italiaanse prinses uit het huis Savoye.
Zij is het jongste kind en de derde dochter van de voormalige koning van Italië, Umberto II en Marie José van België.
Ze wordt door haar familie en vrienden Titi genoemd, en leidde een frivool leven met een aantal geruchtmakende liefdesaffaires (onder meer met de Italiaanse acteur Maurizio Arena) in de jaren zestig. Ze trouwde in 1970 met de Mexicaan Luís Rafael Reyna-Corvalán y Dillon. Het paar kreeg drie kinderen. De tweede daarvan overleed in 1971 vrijwel meteen na de geboorte. De oudste zoon (geboren in 1970) pleegde in 1994 zelfmoord. 
Zij scheidde in 1998 van haar man, die in 1999 werd vermoord. 